# Soledad Alvear
Soledad Alvear, nome completo María Soledad Alvear Valenzuela (Santiago del Cile, 17 settembre 1950), è una politica cilena, appartenente al Partito Democratico Cristiano del Cile.

## Biografia
Ha iniziato la sua attività politica nella Democrazia Cristiana e sostenitrice dell'opposizione democratica al regime del generale Augusto Pinochet. Dal 1991 al 1994 è stata Ministro del Servizio Nazionale della Donna nel Governo Aylwin.
Ha ricoperto vari incarichi ministeriali nei governi della coalizione di centrosinistra Concertación de Partidos por la Democracia, in particolare nel governo di Ricardo Lagos ha ricoperto il ruolo di ministro degli esteri (2000-2004) ed è stata la prima donna in Cile ad assumere questo importante incarico.
Alle elezioni presidenziali del 2005 si era presentata come candidata alle elezioni primarie per il suo partito ma alla fine decise di ritirarsi in quanto la sua avversaria Michelle Bachelet del Partito Socialista Cileno era in netto vantaggio.
Nel 2006 è stata eletta senatrice per la Regione Metropolitana di Santiago e segretaria del Partito Democratico Cristiano del Cile, incarico che lascerà nel 2008 a seguito dello scarso risultato ottenuto dal PDC alle elezioni municipali di ottobre. Oltre alle dimissioni da leader di partito Alvear si è ritirata per la seconda volta dalla corsa alla elezioni primarie della Concertación per le presidenziali del 2009 lasciando il posto all'ex presidente Eduardo Frei Ruiz-Tagle.